# Duben
Duben è una frazione della città tedesca di Luckau, nel Brandeburgo.

## Storia
Duben fu nominata per la prima volta nel 1414.
Costituì un comune autonomo fino al 2003, quando venne aggregato alla città di Luckau.